# Tmesorrhina pilosipes
Tmesorrhina pilosipes är en skalbaggsart som beskrevs av Allard 1988. Tmesorrhina pilosipes ingår i släktet Tmesorrhina och familjen Cetoniidae. Utöver nominatformen finns också underarten T. p. chaminadei.